# سامي ماسترز
سامي ماسترز (بالإنجليزية: Sammy Masters)‏ هو مغني وموسيقي ومقدم تلفزيوني وكاتب أغاني أمريكي، ولد في 18 يوليو 1930، وتوفي في 8 مارس 2013 في أورانج في الولايات المتحدة.

## وصلات خارجية
- سامي ماسترز على موقع IMDb (الإنجليزية)
- سامي ماسترز على موقع ميوزك برينز (الإنجليزية)
- سامي ماسترز على موقع أول ميوزيك (الإنجليزية)
- سامي ماسترز على موقع ديسكوغز (الإنجليزية)